# Associazione Calcio Legnano 1997-1998
Questa pagina raccoglie le informazioni riguardanti l'Associazione Calcio Legnano nelle competizioni ufficiali della stagione 1997-1998.

## Stagione
La stagione si apre con l'ingaggio di un nuovo allenatore, Carlo Muraro. Sempre con l'obiettivo della promozione in Serie C2, viene mantenuto l'organico della precedente stagione con l'innesto di alcuni giocatori dalle giovanili lilla, tra cui il difensore Mirko Molena e l'attaccante Marco Basilico.
Nella stagione 1997-1998 il Legnano disputa il girone B del Campionato Nazionale Dilettanti, piazzandosi in seconda posizione in classifica con 64 punti, alle spalle del Borgosesia, che vince il campionato venendo promosso in Serie C2. I Lilla, in questa stagione, non riescono mai a guadagnare la testa della classifica. In Coppa Italia Dilettanti il Legnano viene eliminato dallo Sparta Novara al primo turno.

## Divise e sponsor
| Casa |

## Organigramma societario
Area direttiva
- Presidente: Mario Pighetti
- Direttore generale: Gigi Cappelletti

Area tecnica
- Allenatore: Carlo Muraro

## Rosa
| N. |                   | Ruolo | Calciatore              |
| -- | ----------------- | ----- | ----------------------- |
|    | Italia (bandiera) | A     | Marco Basilico          |
|    | Italia (bandiera) | A     | Alberto Bertolini       |
|    | Italia (bandiera) | D     | Gianluca Bestetti       |
|    | Italia (bandiera) | A     | Giulio Cagliani         |
|    | Italia (bandiera) | P     | Calabrese Christian     |
|    | Italia (bandiera) | A     | Francesco Cardamone     |
|    | Italia (bandiera) | D     | Paolo Chiarella         |
|    | Italia (bandiera) | C     | Giovanni Cusatis        |
|    | Italia (bandiera) | C     | Massimiliano De Ambrogi |
|    | Italia (bandiera) | C     | Massimiliano De Mozzi   |
|    | Italia (bandiera) | P     | Valerio Pirola          |

| N. |                   | Ruolo | Calciatore           |
| -- | ----------------- | ----- | -------------------- |
|    | Italia (bandiera) | C     | Alessandro Felisatti |
|    | Italia (bandiera) | D     | Andrea Ferri         |
|    | Italia (bandiera) | A     | Marco Franco         |
|    | Italia (bandiera) | C     | Giovanni Livieri     |
|    | Italia (bandiera) | C     | Luca Mancini         |
|    | Italia (bandiera) | C     | Cristian Marcat      |
|    | Italia (bandiera) | D     | Mirko Molena         |
|    | Italia (bandiera) | D     | Roberto Occhioni     |
|    | Italia (bandiera) | C     | Alessandro Oldani    |
|    | Italia (bandiera) | C     | Rossi                |
|    | Italia (bandiera) | D     | Marco Zaffaroni      |

## Risultati

### Campionato

#### Girone d'andata
| Legnano 31 agosto 1997 1ª giornata | Legnano             | 0 – 0 | Verbania | Stadio Giovanni Mari\| Arbitro: \| Benedetti (Vicenza) \| |
| Arbitro:                           | Benedetti (Vicenza) |       |          |                                                           |

| Arbitro: | Lucenti (Mestre) |

|  |           |               |
|  | Marcatori | 14’ Bertolini |

| Arbitro: | Giachero (Pinerolo) |

|                                                       |           |  |
| Franco 9’ Cardamone 18’, 54’ Cagliani 26’, 90’ (rig.) | Marcatori |  |

| Arbitro: | Vianello (Verona) |

|                |           |  |
| Bonventura 15’ | Marcatori |  |

| Arbitro: | Lepore (Torino) |

|               |           |  |
| Zaffaroni 86’ | Marcatori |  |

| Arbitro: | Licini (Bergamo) |

|                |           |            |
| Abbattista 76’ | Marcatori | 55’ Franco |

| Arbitro: | Perotto (Imperia) |

|                                |           |  |
| Cardamone 45+1’ Abbattista 48’ | Marcatori |  |

| Arbitro: | Cenni (Imola) |

|               |           |              |
| Renaldini 19’ | Marcatori | 15’ Cagliani |

| Arbitro: | Fabbri (Ravenna) |

|               |           |  |
| Zaffaroni 89’ | Marcatori |  |

| Arbitro: | Mariani (Pescara) |

|          |           |                                  |
| Pilo 65’ | Marcatori | 53’, 59’ Bertolini 85’ Cardamone |

| Legnano 9 novembre 1997 11ª giornata | Legnano         | 0 – 0 | Meda Mobili | Stadio Giovanni Mari\| Arbitro: \| Bianchi (Lucca) \| |
| Arbitro:                             | Bianchi (Lucca) |       |             |                                                       |

| Arbitro: | Vicinanza (Albenga) |

|            |           |              |
| Zagati 30’ | Marcatori | 23’ Cagliani |

| Arbitro: | Berti (Bologna) |

|                          |           |           |
| Zaffaroni 3’ Livieri 51’ | Marcatori | 90’ Atzei |

| Arbitro: | Verdelli (Trieste) |

|                  |           |  |
| Cabri 13’ (rig.) | Marcatori |  |

| Arbitro: | Carlucci (Molfetta) |

|               |           |                |
| Zaffaroni 13’ | Marcatori | 88’ Galimberti |

| Arbitro: | Romeo (Verona) |

|                                    |           |  |
| Zaffaroni 20’ (rig.) Bertolini 30’ | Marcatori |  |

| Arbitro: | Scatigna (Schio) |

|  |           |                          |
|  | Marcatori | 22’ Livieri 26’ Cagliani |

#### Girone di ritorno
| Arbitro: | Tomasi (Conegliano) |

|  |           |               |
|  | Marcatori | 53’ Zaffaroni |

| Legnano 11 gennaio 1998 19ª giornata | Legnano             | 0 – 0 | Borgosesia | Stadio Giovanni Mari\| Arbitro: \| Carrer (Conegliano) \| |
| Arbitro:                             | Carrer (Conegliano) |       |            |                                                           |

| Arbitro: | Cavaccini (Napoli) |

|             |           |  |
| Manunta 72’ | Marcatori |  |

| Arbitro: | Dalla Vecchia (Schio) |

|                    |           |              |
| Zaffaroni 10’, 44’ | Marcatori | 24’ Terletti |

| Arbitro: | Ballandi (Bologna) |

|                      |           |              |
| Serandrei 47’ (rig.) | Marcatori | 53’ De Mozzi |

| Legnano 8 febbraio 1998 23ª giornata | Legnano               | 0 – 0 | Corbetta | Stadio Giovanni Mari\| Arbitro: \| Laguzzi (Novi Ligure) \| |
| Arbitro:                             | Laguzzi (Novi Ligure) |       |          |                                                             |

| Arbitro: | Zambon (Padova) |

|                                   |           |                      |
| Facchetti 15’ Occhioni 90’ (aut.) | Marcatori | 35’ (rig.) Zaffaroni |

| Arbitro: | Buzzetti (Piacenza) |

|                                       |           |  |
| De Mozzi 6’ Livieri 19’ Cardamone 64’ | Marcatori |  |

| Arbitro: | Fort (Roma) |

|  |           |              |
|  | Marcatori | 71’ Cagliani |

| Arbitro: | Fabbri (Ravenna) |

|                                                            |           |  |
| Zaffaroni 12’ (rig.), 41’ Bertolini 51’ (rig.) Livieri 90’ | Marcatori |  |

| Arbitro: | Pellegrino (Salerno) |

|  |           |                            |
|  | Marcatori | 25’ Bertolini 85’ Cagliani |

| Arbitro: | Berti (Bologna) |

|             |           |  |
| Livieri 90’ | Marcatori |  |

| Selargius 29 marzo 1998 30ª giornata | Selargius         | 0 – 0 | Legnano | Stadio Comunale\| Arbitro: \| Rizzoli (Bologna) \| |
| Arbitro:                             | Rizzoli (Bologna) |       |         |                                                    |

| Arbitro: | Romeo (Verona) |

|                             |           |  |
| Zaffaroni 22’ Bertolini 24’ | Marcatori |  |

| Arbitro: | Nappi (Napoli) |

|                  |           |             |
| Seppi 80’ (rig.) | Marcatori | 15’ Livieri |

| Santa Teresa di Gallura 26 aprile 1998 33ª giornata | Santa Teresa di Gallura | 0 – 0 | Legnano | Stadio Comunale\| Arbitro: \| Focaccia (Faenza) \| |
| Arbitro:                                            | Focaccia (Faenza)       |       |         |                                                    |

| Arbitro: | Franzi (Verbania) |

|               |           |            |
| Zaffaroni 45’ | Marcatori | 90’ Grassi |

### Coppa Italia Dilettanti

#### Primo turno - Triangolare 3
| 31 agosto 1997 1ª giornata |  | – Turno di riposo |  |  |

| Corbetta 8 settembre 1997 2ª giornata | Corbetta  | 0 – 3 | Legnano |  |
| \| \| \| \| \| \| Marcatori \| . \|   |           |       |         |  |
|                                       |           |       |         |  |
|                                       | Marcatori | .     |         |  |

| Legnano 15 settembre 1997 3ª giornata | Legnano   | 0 – 2 | Sparta Novara | Stadio Giovanni Mari |
| \| \| \| \| \| \| Marcatori \| . \|   |           |       |               |                      |
|                                       |           |       |               |                      |
|                                       | Marcatori | .     |               |                      |

## Statistiche

### Statistiche di squadra
| Competizione                    | Punti | Totale | Totale | Totale | Totale | Totale | Totale | DR  |
| Competizione                    | Punti | G      | V      | N      | P      | Gf     | Gs     | DR  |
| ------------------------------- | ----- | ------ | ------ | ------ | ------ | ------ | ------ | --- |
| Campionato Nazionale Dilettanti | 64    | 34     | 17     | 13     | 4      | 43     | 15     | +28 |
| Coppa Italia Dilettanti         | 3     | 2      | 1      | 0      | 1      | 3      | 2      | +1  |

### Statistiche dei giocatori
| Giocatore     | Campionato Nazionale Dilettanti | Campionato Nazionale Dilettanti |
| Giocatore     | Presenze                        | Reti                            |
| ------------- | ------------------------------- | ------------------------------- |
| M. Basilico   | 3                               | 0                               |
| A. Bertolini  | 33                              | 8                               |
| G. Bestetti   | 30                              | 0                               |
| G. Cagliani   | 32                              | 7                               |
| Calabrese     | 33                              | 0                               |
| F. Cardamone  | 34                              | 5                               |
| P. Chiarella  | 18                              | 0                               |
| G. Cusatis    | 20                              | 0                               |
| M. De Ambrogi | 30                              | 0                               |
| M. De Mozzi   | 12                              | 2                               |
| A. Felisatti  | 1                               | 0                               |
| A. Ferri      | 12                              | 0                               |
| M. Franco     | 26                              | 2                               |
| G. Livieri    | 30                              | 6                               |
| L. Mancini    | 3                               | 0                               |
| C. Marcat     | 22                              | 0                               |
| M. Molena     | 16                              | 0                               |
| R. Occhioni   | 25                              | 0                               |
| A. Oldani     | 6                               | 0                               |
| Rossi         | 33                              | 0                               |
| M. Zaffaroni  | 34                              | 13                              |